# Club Deportivo Numancia de Soria
El Club Deportivo Numancia de Soria, S. A. D. es un club de fútbol español con sede en la ciudad de Soria (Castilla y León). Fue fundado el 9 de abril de 1945 y actualmente juega en el grupo I de la Segunda Federación, la cuarta división del fútbol español.
Desde 1999 juega como local en el Nuevo Estadio Los Pajaritos con capacidad para 8261 espectadores.
Cuenta en su palmarés con una liga de Segunda División lograda en la temporada 2007-08, un campeonato de Segunda Federación (grupo III) en la temporada 2021-22 y cuatro ligas de Tercera División. En Copa del Rey su mejor clasificación fueron en las temporadas 1995-96 y 2004-05 en las que llegaron hasta los cuartos de final.
Sus cuatro temporadas en Primera División, hacen de Soria la cuarta ciudad de Castilla y León con más temporadas en esta categoría. 
Su equipo filial, el Club Deportivo Numancia de Soria "B", milita actualmente en la Primera División Regional Aficionados de Castilla y León, tras su descenso de Tercera Federación en 2023, después de 22 años en Tercera División.

## Historia

### Los orígenes del Numancia
En los años 20 se constituyeron los primeros equipos de fútbol de una forma puramente aficionada. Pero es en los años 40 cuando el abogado Mariano Granados presenta en el Gobierno civil el reglamento del Club Deportivo Numancia y en 1945 el equipo se inscribe como club en la Federación territorial aragonesa de fútbol. Es a partir de entonces cuando se cuenta de forma oficial la edad del C.D.I. Numancia.
La regional aragonesa y el campo de San Andrés de la capital soriana compusieron el marco dónde comenzaron a desarrollarse las primeras acciones futbolísticas de los rojillos que en 1949, tan solo cuatro años después de su fundación, lograron un importantísimo ascenso a Segunda tras vencer al Erandio por 4 a 1. Aquel resultado histórico fue logrado por jugadores como: Ruiz, Navarro, Almaraz, Pepín, Vidal, Eduardo, Capilla, Brígido, Lozano, Povedano y Cea.
El paso por la categoría de plata fue breve, dos temporadas, y desembocó en una grave crisis económica e institucional en el club. Fueron años de andadura por la Tercera División en los que el fantasma del descenso a Regional fue demasiado real en ocasiones y solo salvado por los despachos.

### Los años 1960
Ese fue el caso del inicio de la temporada 60-61, el comienzo de una de las épocas doradas del club. El Numancia con una grave crisis y descendido a Regional no supo hasta iniciada la temporada en que categoría iba a competir. Una serie de carambolas le permitieron mantenerse en Tercera, desarrollando una gran competición que terminó en tercera posición y con el triunfo de la Copa Primavera, el primer título oficial que acogieron las vitrinas numantinas.
Durante las siguientes cinco temporadas, hasta la 65-66, el Numancia cosechó grandes clasificaciones con tres primeros puestos y disputando siembre la liguilla de ascenso. Eran los tiempos de alineaciones míticas formadas por Bona, Emilio, Edesa y Pappalardo como guardamentas; Ocáriz, Burrel, Cardiel, Casado, Teodoro y Larrainzar como defensas; Alemán, Cáceres, De Laplaza, Delso y Jurado como centrocampistas y Andrino, Achótegui, Abelio, Álvarez, Galasa, González, Gaspar, Teré y Silvestre como atacantes. Muchos son los aficionados que recuerdan "de carrerilla" estos jugadores.
Durante estos años el Numancia se enfrenta al Atlético de Madrid al que derrotó en un partido amistoso por 3-1 el 8 de diciembre de 1961.
El punto final a esta época vino marcado por dos acontecimientos extradeportivos: el cambio de grupo en Tercera que hizo que el Numancia dejara de pertenecer al grupo aragonés para integrarse con plantilla 67y 68
, riojanos y navarros. Y, junto a esto, en los setenta una reestructuración de la Tercera División que deja al Numancia en Regional.

### Los años 1970
Los años 1970 fueron un duro pregrinaje por Regional Preferente acompañado de problemas en la directiva del club con sucesivos cambios en el timón del equipo. Además, en 1974 se abandonó el campo de San Andrés en la capital soriana y, tras una remodelación nefasta, el club se quedó sin terreno de juego para disputar sus partidos. Ello obligó a aceptar un ofrecimiento del Ayuntamiento de Garray y en un tiempo récord, gracias a la participación de muchas personas, se logró levantar el campo de San Juan. Los rojillos disputaron tres temporadas discretas en su nuevo feudo antes del regreso a Tercera.
La temporada 77-78 comenzó con la promesa del presidente Vicente Valero de subir al equipo a Tercera que fue la antesala de un año lleno de triunfos, goleadas y grandes entradas en el campo de San Juan. Fue la temporada de los Paco, Balín, Alfonso, Bermejo, Armando, Almenara, Carazo, Ciudad, Clemente, Del Río, Escudero I, Escudero II, Garrote, Gil, González, Lahuerta, Leandro, Luis, Marco, Mena, Mora, Muñoz, Nono, Novella, Núñez, Romeo, Rubalcaba, Sanfrancisco, Solete y Vicente.
El Numancia abandonaba de forma definitiva la categoría Regional y regresaba a una Tercera División por la que debería transitar otros diez años hasta despedirla para siempre.

### Los años 1980
Durante los diez años que duró este paso del Numancia por la Tercera División, el club resultados discretos tirando a notables con la característica general de la estabilidad en la categoría. Esta situación se vio modificada con dos grandes campañas: la 81-82 que se saldó con una cuarta posición final del Numancia y la excelente 83-84 que dejó a los rojillos a las puertas de vencer la categoría en un definitivo segundo puesto. En aquel año asumió la presidencia del club Sebastián Ruiz Mateo, hoy todavía en el Consejo de Administración y actual presidente de la Fundación C.D. Numancia.
De aquellos años quedan en el recuerdo la visita de un Castilla plagado de jóvenes llamados a convertirse en estrellas. En aquel amistoso corretearon por el campo de San Juan chavales como Emilio Butragueño, Míchel González, Miguel Pardeza, Chendo, José Manuel Ochotorena, ... También en esa década el Numancia y el Soria CF firmaron un acuerdo por el que este segundo equipo se convirtió en filial rojillo, actual C.D. Numancia B.

### El salto a 2.ª B
La temporada 88-89 marcaría el inicio de una nueva etapa del Numancia en la que el club no pararía de crecer en todos los sentidos. Aquella temporada fue toda una demostración, solo dos derrotas y todos los compromisos en casa se saldaron con goleadas. El 4 de junio y tras endosarle un 8-0 al Endesa, el Numancia rubricó su ascenso a 2.ª B. Los rojillos capitaneados por Peloncho y con un Monzón que hizo 32 dianas dieron el adiós definitivo a la Tercera división.
Los primeros años en 2.ª B registraron altibajos hasta que el Numancia se estabilizó en esa categoría que ya aparecía en los marcadores de los programas de radio y de los periódicos.
El punto de inflexión llegó en la temporada 93-94 con la llegada de Miguel Ángel Lotina al banquillo soriano y de un grupo de empresarios capitaneados por Francisco Rubio a la Presidencia. El club presentaba unas cuentas caóticas y su nuevo presidente impuso un sello en la gestión y un modelo de club que pronto empezaría a dar sus frutos. Al final de la campaña los rojillos se colaron en el play off del ascenso, éxito que consiguieron de nuevo una temporada después. El Numancia no logró el premio de ascenso, pero era ya un conjunto candidato para hacerlo cada comienzo de Liga.

### La hazaña de Copa del Rey del 96

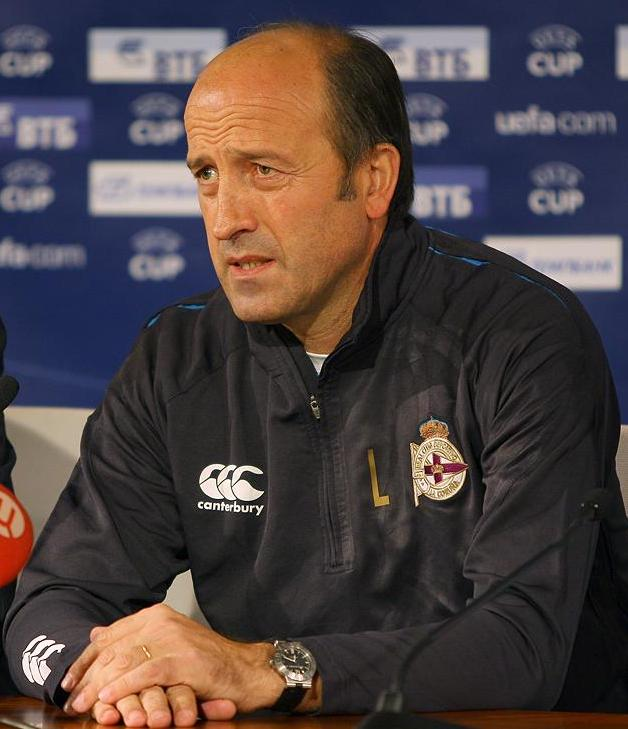
Miguel Ángel Lotina, entrenador del Numancia en la temporada de la hazaña de la Copa de 1996. Posteriormente, en la temporada 1998-99 ascendería con el club soriano por primera vez a Primera División.

La gran hazaña se produjo en 1996 en la Copa del Rey. Tras superar en el primer cruce al San Sebastián de los Reyes por el valor doble de los goles marcados en campo contrario, los sorianos iniciaron su gesta ante la Real Sociedad. Los donostiarras fueron ridiculizados en Los Pajaritos y tras sufrir lo indecible en Anoeta y superar una ronda de veinte penaltis, el Numancia dejó en la cuneta a la Real Sociedad, de Salva Iriarte.
Pero el Numancia de Lotina fue más lejos todavía. Su siguiente rival fue el Racing de Santander, muy contento al enterarse de que se enfrentaba a un equipo de Segunda B. Pero no consiguieron marcar en unos Pajaritos que empezaban a vivir un sueño. En el partido de vuelta, ya en El Sardinero, un gol de Jorge Barbarin convirtió al Numancia en “matagigantes”. Ya no se hablaba de sorpresa y el Numancia acaparó portadas y minutos en los medios de comunicación.
La trayectoria del Numancia en esta Copa pasó a ser histórica en la siguiente eliminatoria a costa de un Sporting que en aquella época era un reconocido equipo de Primera. Tras un gran partido en Soria, donde los numantinos vencieron por 2-1 a los asturianos, los de Gijón fueron incapaces de marcarle en El Molinón a Echevarría, meta numantino que disputó todos los minutos de la Copa.
Un modesto equipo de Segunda B y que prácticamente era inexistente para los medios de comunicación, se había plantado en los cuartos de final de la Copa del Rey de Fútbol. A partir de ahora, solo cabía soñar. Soñar y disfrutar. Real Madrid, Barça o Atlético de Madrid eran algunos de los siete rivales que entraron en el bombo junto a los numantinos. En la primera bola salió el Barça, que inmediatamente se emparejó con el Numancia, al ser el equipo de menor categoría de cuantos componían el sorteo. A los sorianos presentes en la Federación se les iluminó el rostro. Lo demás, lo sabe casi toda España. El Numancia le hizo cara al todopoderoso equipo de Johan Cruyff y tras empatar a dos goles en Los Pajaritos cayó con honra en el Camp Nou por tres goles a uno, llegando a adelantarse en el marcador con un gol de Jorge Barbarin que dejaba momentáneamente eliminados a los azulgranas. Fue una noche mágica para Soria, pues más de 15.000 sorianos coparon entusiasmados uno de los rincones del campo azulgrana.

### La vuelta al fútbol profesional y conversión en sociedad anónima deportiva
Tras el éxito copero, el Numancia, la afición y la ciudad estaban llamadas a seguir experimentando cosas grandes. La directiva de Francisco Rubio continuó su inmejorable labor para lograr el ascenso a Segunda División. El año siguiente, en la temporada 1996-97, el Numancia gracias a un espectacular tramo final de temporada, se clasificó para disputar la liguilla de ascenso y no defraudó. Soria vivió otra noche gloriosa cuando su equipo ganó 2-0 en Los Pajaritos al Recreativo de Huelva. El Numancia volvía a ser, por fin, un equipo de Segunda. Después de cincuenta años de lucha, los rojillos regresaron a la división de plata con el apoyo de una afición más ilusionada que nunca. La primera temporada en Segunda fue muy dura. El Numancia logró la permanencia en la última jornada y fue tan celebrada como el ascenso del año anterior. Con la llegada al fútbol profesional el equipo fue obligado a convertirse en sociedad anónima deportiva (SAD), proceso que se logra satisfactoriamente a final de temporada, trámite legal que le conlleva a adoptar el nombre de Club Deportivo Numancia de Soria, SAD
El primer ascenso a Primera
La temporada 1998-99 es otro de los años grabados a fuego en la afición numantina. Con Miguel Ángel Lotina en el banquillo, comenzaba la segunda temporada consecutiva del Numancia en la división de plata. Un modesto con corazón de grande estaba a punto de dar el salto a la mejor liga del mundo y estrenó nuevo escenario de juego, los Pajaritos, el 14 de enero de 1999. Tras una complicada temporada, un final arrollador permitió conseguir el tan ansiado sueño. Se consiguieron doce puntos de los doce posibles y tras vencer otra vez al Recreativo por 3-0, el Numancia se convirtió en equipo de la Liga de las Estrellas. 

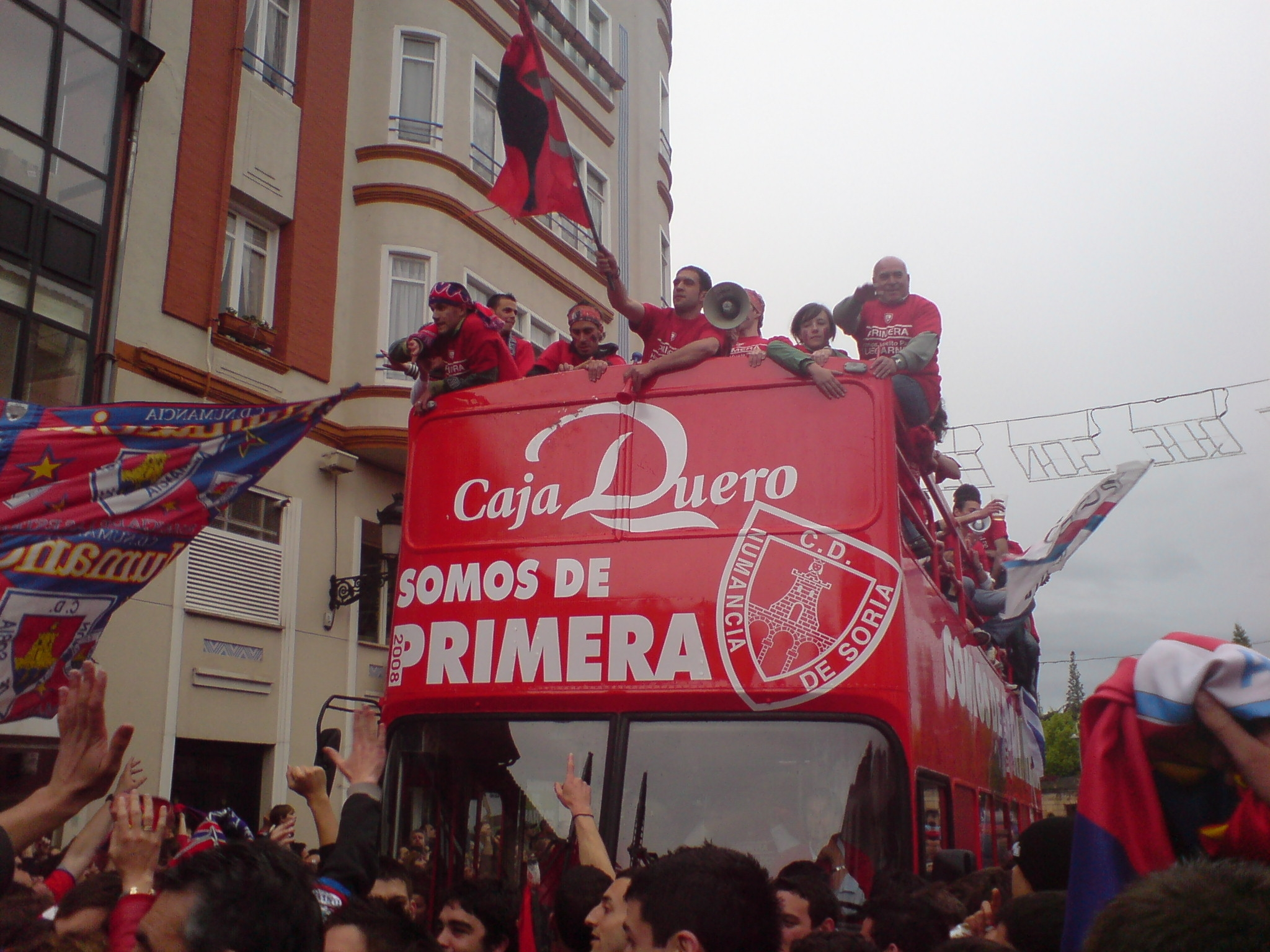
Celebraciones del ascenso en 2008.

En solo cuatro años el Numancia había pasado de ser casi un recién llegado a Segunda B en un equipo querido por toda España que puso contra las cuerdas al Barça en la Copa del Rey y, ahora, en un equipo de Primera. El 14 de enero fue otra fecha importante de aquella histórica temporada.

### El nuevo siglo: los años dorados
| Álvaro Núñez Jaume (Belsúé) Muñiz Iván Rocha Octavio Castaño Nagore Pacheta Barbu Iñaki Perico Ojeda (Navarro)            |
| Alineación típica del equipo en la temporada 1999-00 con Andoni Goikoetxea de entrenador (entre paréntesis los suplentes) |

El Numancia comenzó su andadura en Primera División bajo las órdenes en el banquillo de Andoni Goikoetxea. Era un año de ilusión para la afición, un año de regalo, un sueño lejano con el que jugaba hasta la letra del himno del club. Los sorianos sabían que tendrían que pelear y sufrir, pero al equipo hasta le sobró una jornada para asegurarse la permanencia en Primera. Tras el empate logrado en Vitoria frente al Alavés de Mané, el Numancia seguiría un año más en la Liga de las Estrellas, nueva fiesta en la parroquia soriana.
La siguiente temporada, la 00-01, fue también compleja para los sorianos, pero en esta ocasión no acompañaron factores como la suerte o los resultados previsibles en otros encuentros. El Numancia descendió a Segunda.
Aquellos primeros dos años en primera dejaron grandes tardes de fútbol e inolvidables marcadores como el 3-1 frente al Madrid o los partidos frente al Barça, un equipo que sigue sin ganar en tierras sorianas. El Numancia no seguía en la máxima categoría, pero era ya uno de los grandes, un equipo del fútbol profesional consolidado, querido y respetado.
En todos estos años el Numancia se consolidó en el fútbol profesional y su gestión se vio avalada con el respaldo de los órganos de la dirección de la Liga, por lo que el club "rojillo", fue una de las sillas fijas en las comisiones delegadas de la Liga de Fútbol Profesional.
Segundo ascenso
Pero la Primera División no quedó en un paso efímero, sino que el Numancia, tras conseguir un espectacular ascenso en el año 2004 bajo la dirección de Quique Hernández en el memorable último partido frente al Recreativo de Huelva -De nuevo el Recreativo, que ha sido talismán para el Numancia-, volvió a la máxima categoría para la 2004-05. En la máxima división en esta temporada, el Numancia no pudo mantener la categoría, si bien alcanzó los cuartos de final de Copa contra el Atlético de Madrid.
Tercer ascenso

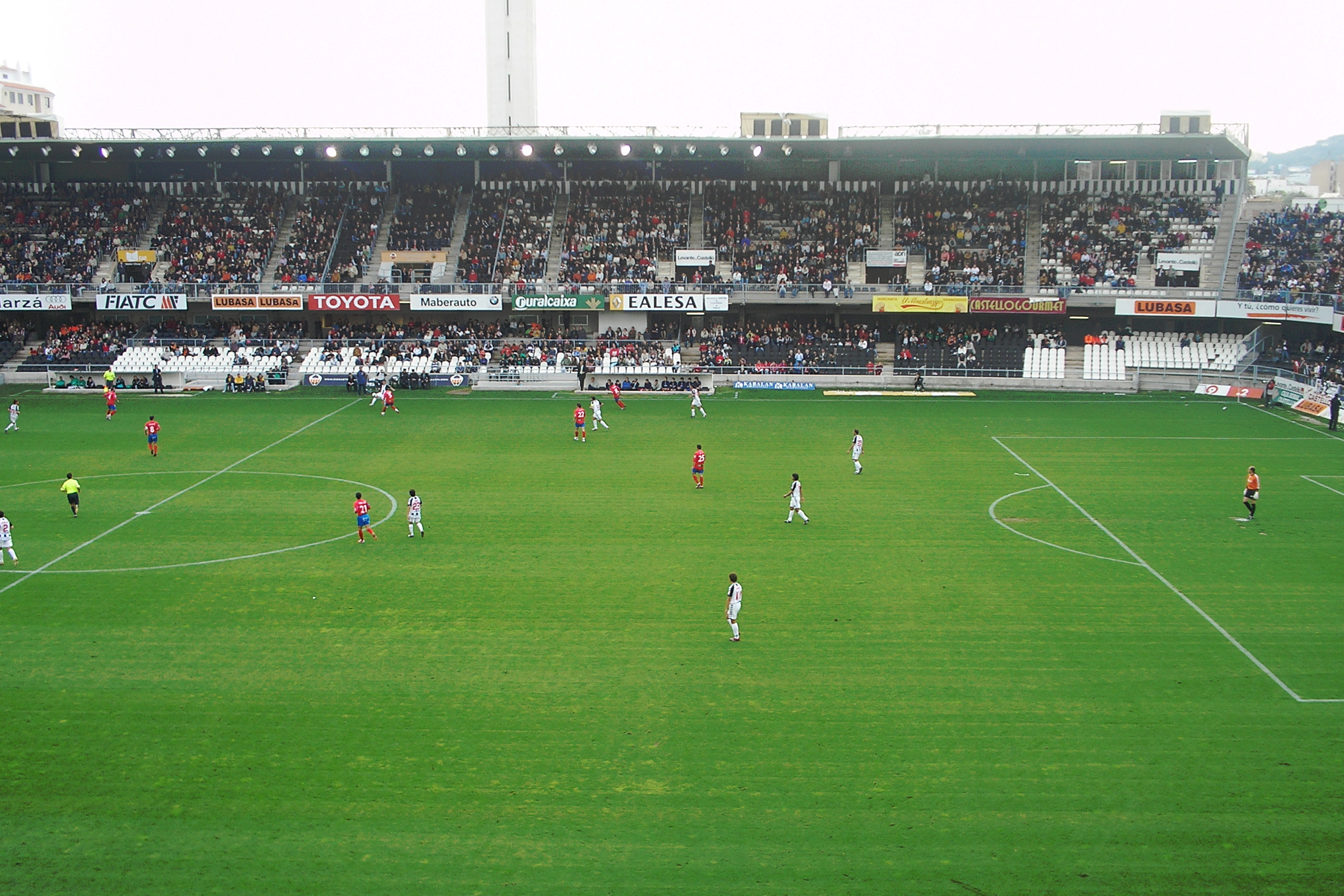
Encuentro disputado entre el CD Castellón y el Numancia.

los sorianos quedaron primeros y obtuvieron el campeonato en la temporada 07-08 en la Liga BBVA, entonces Segunda División, con el consiguiente ascenso. El Numancia lideró la clasificación en las últimas semanas y le sobraron siete encuentros para asegurar el ascenso. “La ilusión nos hace grandes” fue el lema del club y, junto al trabajo y al compromiso de un club con su tierra, ha hecho que lo hace 15 años era un sueño lejano sea hoy consistente realidad.
El último ascenso del Numancia estuvo dirigido desde el banquillo por Gonzalo Arconada, alcanzándose tras un empate contra el Deportivo Alavés. El técnico guipuzcoano lideró a un gran grupo que se mostró infalible durante toda la contienda alcanzando al final el primer gran título para los rojillos, la Copa de campeones de Liga.
En la temporada 2008/09, tras una irregular temporada con dos entrenadores al mando (Sergio Kresic y Pacheta), el Numancia luchó hasta el último aliento por la permanencia, descendiendo matemáticamente a Segunda División (Liga Adelante), frente al Getafe (1-0) a falta de una jornada para el final.

### Asentamiento en Segunda. El exitoso 2018
Tras este descenso, el Numancia se asentó en Segunda División, salvando de manera holgada todos los años la categoría e intentando en ocasiones meterse en el ascenso a Primera. Esto sucedió en el año 2018, cuando tras clasificarse sexto en la última jornada de manera dramática ante la Cultural Leonesa, El Numancia jugaría por primera vez en su historia los play-off de ascenso a primera. Esta experiencia ha quedado para la memoria de los aficionados numantinos: en semifinales se enfrentó al Real Zaragoza, en el Derbi del Moncayo: En una Romareda abarrotada, Diamanka  hizo el ya conocido "Diamankazo" para clasificar al Numancia en el último minuto para delirio de los aficionados desplazadas a Zaragoza y para los miles de sorianos que celebraban el lavalenguas en Valonsadero.
En la final, un Numancia exhausto, luchó hasta el final pero fue superado por el Real Valladolid.
Esa misma temporada además, emulando la gesta del 96, el Numancia eliminó al Málaga y se metió en octavos de final donde se enfrentó al Real Madrid.  En la ida, el Real Madrid se impuso de manera polémico con un dudoso penalti, pero en la vuelta el Numancia arrancó un heroico empate en el Bernabeú.

### El adiós al fútbol profesional
La temporada 2019-20 comenzó con un nuevo entrenador (Luis Carrión) y aunque el equipo no empezó mal a pesar de los numerosos cambios en la plantilla y de la marcha de jugadores importantes como el senegalés Diamanka al empezar el 2020 el equipo empezó a no levantar cabeza y tras el parón provocado entre marzo y junio por la pandemia de COVID-19 se confirmó su descenso con polémica en la última jornada a pesar de vencer al C.D. Tenerife, pero al depender de rivales como el Albacete Balompié y el C. D. Lugo que consiguieron vencer a sus rivales no se consiguió el objetivo de la temporada que era mantener la categoría. La polémica surge al suspenderse dos horas antes de disputarse la última jornada entre el Deportivo de La Coruña - C.F. Fuenlabrada por doce positivos por coronavirus en la expedición del Fuenlabrada, siete de ellos futbolistas. Una hora después el CSD informa de que se juegan todos los partidos excepto este. El motivo es para proteger la salud de los jugadores de ambos equipos y se toma una circunstancia excepcional, puesto que suelen jugarse todos los partidos al mismo tiempo para evitar adulterar la competición. Después de esta decisión hay quejas entre equipos implicados en el ascenso y descenso de categoría porque no se están respetando las normas de la competición en la última jornada.
El 21 de julio de 2020, un día después de la última jornada liguera el presidente numantino Moisés Israel remitió un escrito de alegaciones a la RFEF y a la LFP para defender sus derechos ante lo que en el club soriano se considera una grave adulteración de la competición al incumplirse las normas de igualdad e integridad de la competición, después de lo sucedido en la última jornada con la suspensión únicamente del partido entre el Deportivo y el Fuenlabrada. Para el presidente del Numancia, la única solución es anular los descensos y ampliar la categoría a 24 equipos.
El 27 de agosto de 2020 tras la falta de acuerdo entre LFP y RFEF, el CSD desbloqueó el inicio de la temporada 2020-21 previsto para el fin de semana del 12 y 13 de septiembre con 22 equipos.  El TAD dictaminó que el C.F. Fuenlabrada seguirá en la categoría de plata por lo que sólo queda acudir a la justicia ordinaria para intentar que la temporada 2020-21 la Segunda División sea de 24 equipos que es lo que reclamaba el equipo. Finalmente se confirmó su descenso de categoría, quedando libres todos los jugadores de la plantilla, por lo que el reto de recuperar la categoría será muy difícil porque a la reducción de ingresos por descender y a la falta de ingresos de traspasos, se añadirá que toda la plantilla será nueva.

#### Temporada 2020-21
Veintitrés años después, el Numancia volvería a competir en la tercera categoría del fútbol nacional Segunda B en la que el objetivo no sería otro que volver al fútbol profesional. El entrenador elegido para conseguir el ascenso fue Manix Mandiola, un entrenador experimentado en la categoría en la que sumaba 498 partidos, con ocho promociones de ascenso a segunda división disputadas y un ascenso a segunda división.
El 14 de septiembre de 2020 la RFEF decidió que cambiaría para la temporada 2020-21 la denominación de las divisiones que organiza, pasando a denominarse primera, segunda y tercera división de la RFEF, Segunda División B, ‘Segunda B Pro’ y Tercera División. El 15 de septiembre de 2020 se dieron a conocer las normas reguladoras y bases de competición tanto para Segunda División B como para Tercera División en el que se explica el funcionamiento de la temporada y las medidas a adoptar en caso de problemas derivados de la pandemia de COVID-19.
En el curso 2020/2021, tras una temporada decepcionante, el Numancia no solo no pudo luchar por el ascenso a Segunda, sino que tampoco logró mantener la categoría y descendió a 2.ª RFEF, la cuarta categoría del fútbol español según la nueva reorganización de divisiones. Es cierto que los dos descensos consecutivos del Numancia han estado aderezados por la mala suerte, pues en ambos casos se perdió la categoría con puntuaciones notablemente altas para descender, pero esto no quita que la gestión de la nueva directiva haya sido realmente desastrosa al haber descendido a un equipo nuevamente, el cual estaba diseñado para subir. 
El Numancia comenzaría por tanto la temporada 2021/2022 en 2.ª RFEF, el cuarto escalón del fútbol español por primera vez desde 1989.

#### Temporada 2021-22
El Numancia volvió a a la cuarta categoría del fútbol español tras más de treinta años de ausencia en la misma. Con Diego Martínez Ruiz como nuevo entrenador y Santiago Morales como nuevo presidente, la misión del conjunto soriano era subir a Primera Federación lo antes posible. 
Tras una primera vuelta irregular y con un partido aplazado ante el Lleida Esportiu por positivos de covid, los numantinos cuajaron una segunda vuelta espectacular donde cosecharon la mejor racha de toda su historia (20 partidos seguidos sin perder) y aguantando el pulso al R. C. D. Espanyol "B" los sorianos sumaron 5 victorias seguidas que les permitió conseguir el ascenso directo a Primera Federación.

#### Temporada 2022-23
El Numancia desciende a Segunda Federación tras una temporada muy irregular y con 3 entrenadores a cargo del equipo.

#### Temporada 2023-24
La leyenda del club, Javi Moreno, se hizo cargo del equipo, y a pesar de contar con una escuadra potente a priori, el equipo no logró cumplir las expectativas. Para recordar los dos varapalos históricos ante la U. D. San Sebastián de los Reyes (7-1) y C. P. Cacereño (5-0), este último especialmente doloroso al escaparse la opción de ascender directamente. El Numancia consigue por tanto clasificarse para el Play Off de ascenso a la Primera Federación y tas eliminar al Utebo F. C., en la última eliminatoria por el ascenso pierde por 2-1 ante el Yeclano Deportivo y no logra ascender de categoría. 
Esta temporada dejó, a pesar del varapalo, una gran comunión entre equipo y afición, con gran asistencia en los últimos meses de competición, y la dimisión del presidente ecuatoriano Santiago Morales, sustituido por el empresario soriano Patricio de Pedro para darle al club un toque más local.

#### Temporada 2024-25
Javi Moreno es sustituido por Aitor Calle, que viene de hacer grandes temporadas en el Sestao River. El equipo mantiene gran parte del bloque de la temporada pasada y el número de abonados aumenta hasta llegar a los 3500. 
El Numancia es encuadrado, en otro agravio administrativo y económico, en el grupo I con equipos gallegos y asturianos siendo el gran perjudicado de la categoría en kilometraje y por tanto desembolso económico en transportes y alojamientos. La temporada pasada ya sufrió la misma situación, esa vez al ser ubicado con equipos extremeños y canarios.
A pesar de la reafirmación del compromiso del nuevo presidente con el club, el ascenso de categoría se antoja vital para la supervivencia económica a largo plazo del club, que cuenta con deudas considerables.

## Trayectoria histórica
Nota: La Segunda División B fue introducida en 1977 como categoría intermedia entre la Segunda División y Tercera División.

## Presidentes
Presidentes del CD Numancia a lo largo de su historia.
| Período | Presidente          |
| ------- | ------------------- |
| 1945-48 | Eusebio Brieva      |
| 1948-50 | Alberto Heras       |
| 1950-51 | Félix Redondo       |
| 1951-53 | Narciso Fuentes     |
| 1953-54 | Pablo del Barrio    |
| 1954-55 | Andrés Beltrán      |
| 1955-60 | Antonio Ruiz        |
| 1960-64 | Juan Sala de Pablo  |
| 1964-65 | Miguel Gil Lansaque |
| 1965-66 | Pablo Caballero     |

| Período | Presidente          |
| ------- | ------------------- |
| 1966-68 | Victoriano Gonzalo  |
| 1968-69 | Hilario Enciso      |
| 1969-70 | Florentino Villar   |
| 1970-71 | Miguel Gil Lansaque |
| 1971-72 | Miguel Ángel Rangil |
| 1972-73 | Julián Carro        |
| 1973-74 | José Luis Jiménez   |
| 1974-76 | Victoriano Gonzalo  |
| 1976-80 | Vicente Valero      |
| 1980-83 | Jorge Moya          |

| Período | Presidente        |
| ------- | ----------------- |
| 1983-92 | Sebastián Ruiz    |
| 1992-93 | José María García |
| 1993-03 | Francisco Rubio   |
| 2003-06 | José Isla         |
| 2006-18 | Francisco Rubio   |
| 2018-21 | Moisés Israel     |
| 2021-   | Santiago Morales  |

## Uniforme
- Uniforme titular: Camiseta roja, pantalón azul y medias rojas.
- Uniforme visitante: Camiseta blanca con una franja violeta, pantalón blanco y medias blancas. Este fue el uniforme del Soria C.F., club fundado en 1979, que fue absorbido en 1988 por la entidad rojilla.
- Uniforme alternativo: Camiseta azul cyan con el Caballo de Soria con mangas azules, pantalón azul y medias azules.

### Actual uniforme 2020-21
FOTOS TEMPORADA 2021-22 
FOTOS TEMPORADA 2020-21 
FOTOS TEMPORADA 2019-20 
FOTOS TEMPORADA 2018-19 
FOTOS TEMPORADA 2017-18 
FOTOS TEMPORADA 2016-17 
FOTOS TEMPORADA 2015-16 
FOTOS TEMPORADA 2014-15 

| Uniforme local | Uniforme visitante |  |

### Uniforme titular
Habitualmente el uniforme titular ha llevado camiseta roja, pantalón azul y medias rojas, pero a partir del 2014 el pantalón pasa a ser rojo, recuperándose el azul para la temporada 21-22:
| Hasta el 2014 | Desde 2014 | 18-19 | 19-20 | 20-21 |

### Uniforme visitante
Los siguientes son algunos de los uniformes que ha tenido el Numancia en los últimos años:
|  |  |  |  |  |  |  |  |  |

|  |  |  |  | [ 30 ] |

### Indumentaria y patrocinador
Las siguientes tablas detallan cronológicamente las empresas proveedoras de indumentaria y los patrocinadores que ha tenido el Numancia desde los años 1980:
| Periodo   | Proveedor |
| --------- | --------- |
| ????-2005 | Joma      |
| 2005-2024 | Erreà     |

| Periodo         | Patrocinador        |
| --------------- | ------------------- |
| 1996-2013       | Caja Duero          |
| 2013-2014       | Solarig             |
| 2014-2016       | Soria Natural       |
| 2018            | Jawwy               |
| 2018-2019       | Caballo de Soria    |
| 2019-2020       | Numancia (en chino) |
| 2021-2022       | #eligeSoria         |
| 2022-Actualidad | Grupo Herce         |

## Estadio
Nuevo Estadio Los Pajaritos, antiguo estadio de "Los Pajaritos", fundado en enero de 1999 e inaugurado por el Real Zaragoza en un encuentro amistoso, que se saldó con victoria para los aragoneses por 1 gol a 3. Poseía una capacidad para 9.052 personas, todas ellas sentadas.
En el partido en el que consiguió su tercer ascenso la capacidad fue aumentada a 10.200 localidades pero en el cuarto y actualmente el último ascenso del Numancia a 1.ª División se aumentó el espacio entre la banda y el aforo reduciendo el número de localidades a 9.025. Posteriormente se volvió a reducir capacidad del estadio a 8.727 espectadores. Desde la temporada 2019/20 la capacidad del estadio es de 8.261 espectadores, está reducción de aforo se debe a que se ha eliminado la fila superior de todas las gradas para cumplir con la normativa de la liga.
El 14 de febrero de 2016 fue inaugurado el sistema de calefacción de última generación en todo el estadio, convirtiéndose Los Pajaritos en el segundo estadio de España con calefacción de última generación (después del Santiago Bernabéu), en el encuentro correspondiente a la jornada 25 de la Segunda División de España 2015/16 disputado contra el RCD Mallorca que se saldó con victoria para los numantinos por 2 goles a 0.
El estadio no ha sido visitado todavía por la selección absoluta, pero sí por la selección sub-21, que ha disputado dos partidos en Soria, el primero fue en 1999, año en el que se inauguró el estadio. Fue un partido oficial de clasificación para la Eurocopa Sub-21 de 2009 contra Países Bajos. El resultado fue de 4-1 a favor del equipo español. El segundo partido fue en el 2011 contra Rusia empatando a 1. Fue el último partido de preparación antes de disputar la Eurocopa Sub-21 de 2011.

### Estadios históricos
- Campo de San Andrés (1945-1973)
- Campo de La Arboleda, Almazán (1973-74)
- Campo de fútbol municipal, El Burgo de Osma (1973-74)
- Campo de San Juan, Garray (1974-1989)
- Estadio municipal Los Pajaritos (Antiguo) (1989-1999)

## Peñas
El Numancia posee alrededor de 15 peñas oficiales entre las que destacan el Frente Rojillo y el Orgullo Numantino, ambas situadas en el fondo sur del estadio de Los Pajaritos.

## Rivalidades y hermanamientos
La afición del Numancia se caracteriza por ser muy amigable y divertida, a la par que fiel, lo que le ha permitido hermanarse con el Málaga CF (Frente Rojillo), ya que ambos han vivido dos ascensos juntos. Además el Numancia guarda excelentes relaciones con el Real Zaragoza, con el que disputa el Derbi del Moncayo, con la UD Logroñés, con la que disputa el Derbi de Cameros, o el Real Club Deportivo Español.

## Registro de temporadas
| Temporada | División        | Puesto | Copa del Rey |
| --------- | --------------- | ------ | ------------ |
| 1945/46   | Regional        | —      | No participó |
| 1946/47   | 3.ª (Grupo V)   | 4.º    | No participó |
| 1947/48   | 3.ª (Grupo IV)  | 11.º   | 3.ª ronda    |
| 1948/49   | 3.ª (Grupo IV)  | 3.º    | 2.ª ronda    |
| 1949/50   | 2.ª (Grupo I)   | 13.º   | 1.ª ronda    |
| 1950/51   | 2.ª (Grupo I)   | 17.º   | No participó |
| 1951/52   | 3.ª (Grupo II)  | 13.º   | No participó |
| 1952/53   | 3.ª (Grupo II)  | 6.º    | No participó |
| 1953/54   | 3.ª (Grupo II)  | 12.º   | No participó |
| 1954/55   | 3.ª (Grupo V)   | 3.º    | No participó |
| 1955/56   | 3.ª (Grupo V)   | 7.º    | No participó |
| 1956/57   | 3.ª (Grupo V)   | 9.º    | No participó |
| 1957/58   | 3.ª (Grupo V)   | 5.º    | No participó |
| 1958/59   | 3.ª (Grupo V)   | 7.º    | No participó |
| 1959/60   | 3.ª (Grupo V)   | 15.º   | No participó |
| 1960/61   | 3.ª (Grupo V)   | 3.º    | No participó |
| 1961/62   | 3.ª (Grupo V)   | 1.º    | No participó |
| 1962/63   | 3.ª (Grupo V)   | 1.º    | No participó |
| 1963/64   | 3.ª (Grupo V)   | 2.º    | No participó |
| 1964/65   | 3.ª (Grupo V)   | 3.º    | No participó |
| 1965/66   | 3.ª (Grupo V)   | 1.º    | No participó |
| 1966/67   | 3.ª (Grupo V)   | 15.º   | No participó |
| 1967/68   | 3.ª (Grupo V)   | 6.º    | No participó |
| 1968/69   | 3.ª (Grupo III) | 14.º   | No participó |
| 1969/70   | 3.ª (Grupo III) | 12.º   | 1.ª Ronda    |
| 1970/71   | Reg. Pref.      | 16.º   | No participó |
| 1971/72   | 1.ª Reg.        | 1.º    | No participó |
| 1972/73   | Reg. Pref.      | 10.º   | No participó |
| 1973/74   | Reg. Pref.      | 13.º   | No participó |
| 1974/75   | Reg. Pref.      | 15.º   | No participó |
| 1975/76   | Reg. Pref.      | 15.º   | No participó |
| 1976/77   | Reg. Pref.      | 12.º   | No participó |
| 1977/78   | Reg. Pref.      | 1.º    | No participó |
| 1978/79   | 3.ª (Grupo IV)  | 5.º    | 1.ª ronda    |
| 1979/80   | 3.ª (Grupo V)   | 14.º   | 1.ª ronda    |
| 1980/81   | 3.ª (Grupo IV)  | 13.º   | No participó |
| 1981/82   | 3.ª (Grupo IV)  | 4.º    | No participó |
| 1982/83   | 3.ª (Grupo IV)  | 7.º    | 1.ª ronda    |
| 1983/84   | 3.ª (Grupo IV)  | 2.º    | No participó |
| 1984/85   | 3.ª (Grupo IV)  | 8.º    | 1.ª ronda    |

| Temporada | División         | Puesto  | Copa del Rey           |
| --------- | ---------------- | ------- | ---------------------- |
| 1985/86   | 3.ª (Grupo IV)   | 11.º    | No participó           |
| 1986/87   | 3.ª (Grupo XVI)  | 8.º     | No participó           |
| 1987/88   | 3.ª (Grupo VIII) | 4.º     | No participó           |
| 1988/89   | 3.ª (Grupo VIII) | 1.º     | No participó           |
| 1989/90   | 2.ª B (Grupo II) | 13.º    | No participó           |
| 1990/91   | 2.ª B (Grupo II) | 11.º    | 3.ª ronda              |
| 1991/92   | 2.ª B (Grupo I)  | 10.º    | 1.ª ronda              |
| 1992/93   | 2.ª B (Grupo II) | 8.º     | 3.ª ronda              |
| 1993/94   | 2.ª B (Grupo II) | 3.º     | 1.ª ronda              |
| 1994/95   | 2.ª B (Grupo II) | 2.º     | 2.ª ronda              |
| 1995/96   | 2.ª B (Grupo II) | 8.º     | Cuartos de final       |
| 1996/97   | 2.ª B (Grupo II) | 2.º     | No participó           |
| 1997/98   | 2.ª              | 17.º    | 1.ª ronda              |
| 1998/99   | 2.ª              | 3.º     | 3.ª ronda              |
| 1999/00   | 1.ª              | 17.º    | 1.ª ronda              |
| 2000/01   | 1.ª              | 20.º    | Dieciseisavos de final |
| 2001/02   | 2.ª              | 17.º    | 2.ª ronda              |
| 2002/03   | 2.ª              | 14.º    | Octavos de final       |
| 2003/04   | 2.ª              | 3.º     | 1.ª ronda              |
| 2004/05   | 1.ª              | 19.º    | Cuartos de final       |
| 2005/06   | 2.ª              | 8.º     | 3.ª ronda              |
| 2006/07   | 2.ª              | 8.º     | 2.ª ronda              |
| 2007/08   | 2.ª              | 1.º     | 2.ª ronda              |
| 2008/09   | 1.ª              | 19.º    | Dieciseisavos de final |
| 2009/10   | 2.ª              | 8.º     | 2.ª ronda              |
| 2010/11   | 2.ª              | 10.º    | 2.ª ronda              |
| 2011/12   | 2.ª              | 10.º    | 3.ª ronda              |
| 2012/13   | 2.ª              | 12.º    | 2.ª ronda              |
| 2013/14   | 2.ª              | 13.º    | 2.ª ronda              |
| 2014/15   | 2.ª              | 12.º    | 3.ª ronda              |
| 2015/16   | 2.ª              | 10.º    | 2.ª ronda              |
| 2016/17   | 2.ª              | 17.º    | 2.ª ronda              |
| 2017/18   | 2.ª              | 6.º     | Octavos de final       |
| 2018/19   | 2.ª              | 17.º    | 2.ª ronda              |
| 2019/20   | 2.ª              | 20.º    | 1/64                   |
| 2020/21   | 2.ª B            | 4.º/3.º | 1/32                   |
| 2021/22   | 2.ª RFEF         | 1.º     | No participó           |
| 2022/23   | 1.ª RFEF         | 16.º    | 1/32                   |
| 2023/24   | 2.ª RFEF         | 3.º     | No participó           |
| 2024/25   | 2.ª RFEF         | 2.º     | 1/64                   |

```
LEYENDA

 :Ascenso de categoría

 :Descenso de categoría

 :Descenso administrativo
```

La Segunda División B fue introducida en 1977 como categoría intermedia entre la Segunda División y Tercera División. En 2021 la Segunda División B y la Tercera División son sustituidas por la Primera Federación, Segunda Federación y Tercera Federación.

### Participaciones enCopa del Rey
| Temporada | Ronda            | Rival                           | Local       | Visitante   | Global      |  |
| --------- | ---------------- | ------------------------------- | ----------- | ----------- | ----------- |  |
| 1947-48   | 1.ª Ronda        | Exento                          |             |             |             |  |
| 1947-48   | 2.ª Ronda        | C.D. Tudelano                   | 1-0         |             | 1-0         |  |
| 1947-48   | 3.ª ronda        | CD Logroñés                     |             | 0-2         | 0-2         |  |
| 1948-49   | 1.ª Ronda        | C.D. Tudelano                   | 6-0         |             | 6-0         |  |
| 1948-49   | 2.ª Ronda        | C.A. Osasuna                    |             | 0-1         | 0-1         |  |
| 1949-50   | 1.ª Ronda        | C.A. Osasuna                    |             | 2-4         | 2-4         |  |
| 1969-70   | 1.ª Ronda        | Recreativo Europa Delicias      | 0-0         | 0-1         | 0-1         |  |
| 1978-79   | 1.ª Ronda        | Burgos C.F.                     | 2-1         | 0-3         | 2-4         |  |
| 1979-80   | 1.ª Ronda        | Club Getafe Deportivo           | 1-5         | 0-6         | 1-11        |  |
| 1982-83   | 1.ª Ronda        | Deportivo Aragón                | 1-3         | 1-5         | 2-8         |  |
| 1984-85   | 1.ª Ronda        | C.A. Osasuna                    | 1-3         | 1-7         | 2-10        |  |
| 1990-91   | 1.ª Ronda        | S.D. Gimnástica Medinense       | 2-0         | 1-2         | 3-2         |  |
| 1990-91   | 2.ª Ronda        | Exento                          |             |             |             |  |
| 1990-91   | 3.ª ronda        | C.D. Castellón                  | 1-3         | 0-1         | 1-4         |  |
| 1991-92   | 1.ª Ronda        | S.D. Gimnástica Medinense       | 1-1         | 0-1         | 1-2         |  |
| 1992-93   | 1.ª Ronda        | Zamora C.F.                     | 3-1         | 0-1         | 3-2         |  |
| 1992-93   | 2.ª Ronda        | S.D. Almazán                    | 4-0         | 0-0         | 4-0         |  |
| 1992-93   | 3.ª ronda        | U.E. Figueras                   | 1-1         | 2-3         | 3-4         |  |
| 1993-94   | 1.ª Ronda        | Andorra C.F.                    | 0-1         | 5-5         | 5-6         |  |
| 1994-95   | 1.ª Ronda        | Deportivo Alavés                | 3-0         | 2-2         | 5-2         |  |
| 1994-95   | 2.ª Ronda        | A.D. Rayo Vallecano             | 0-2         | 2-2         | 2-4         |  |
| 1995-96   | 1.ª Ronda        | U.D. San Sebastián de los Reyes | 0-0         | 2-2         | 2-2         |  |
| 1995-96   | 2.ª Ronda        | Real Sociedad                   | 2-0         | 0-2 → p 9-8 | 2-2 → p 9-8 |  |
| 1995-96   | 3.ª ronda        | Racing de Santander             | 0-0         | 1-0         | 2-0         |  |
| 1995-96   | 1/8              | Sporting de Gijón               | 2-1         | 0-0         | 3-2         |  |
| 1995-96   | 1/4              | F. C. Barcelona                 | 2-2         | 1-3         | 3-5         |  |
| 1997-98   | 1.ª Ronda        | Zamora C.F.                     | 2-3         | 3-1         | 5-4         |  |
| 1997-98   | 2.ª Ronda        | Racing de Santander             | 2-2         | 0-1         | 2-3         |  |
| 1998-99   | 1.ª Ronda        | CyD Leonesa                     | 1-1         | 2-2         | 3-3         |  |
| 1998-99   | 2.ª Ronda        | Baracaldo C.F.                  | 3-2         | 2-0         | 5-2         |  |
| 1998-99   | 3.ª ronda        | Racing de Santander             | 0-1         | 1-1         | 1-2         |  |
| 1999-00   | 2.ª ronda        | S.D. Compostela                 | 3-2         | 2-4         | 5-6         |  |
| 2000-01   | 1/32             | Baracaldo C.F.                  |             | 1-1 → p 4-3 | 1-1 → p 4-3 |  |
| 2000-01   | 1/16             | C. D. Leganés                   |             | 0-2         | 0-2         |  |
| 2001-02   | 1/32             | U.D. Salamanca                  |             | 0-2         | 0-2         |  |
| 2002-03   | 1/32             | C.D. Tenerife                   | 2-0         |             | 2-0         |  |
| 2002-03   | 1/16             | Real Celta de Vigo              | 1-0         |             | 1-0         |  |
| 2002-03   | 1/8              | Sevilla F. C.                   | 1-3         | 1-2         | 2-5         |  |
| 2003-04   | 1/32             | Ciudad de Murcia                | 0-1         |             | 0-1         |  |
| 2004-05   | 1/32             | C.D. Recreación                 |             | 3-0         | 3-0         |  |
| 2004-05   | 1/16             | Córdoba C.F.                    |             | 1-1 → p 4-3 | 1-1 → p 4-3 |  |
| 2004-05   | 1/8              | Elche C. F.                     | 1-0 → p 5-3 | 0-1         | 1-1 → p 5-3 |  |
| 2004-05   | 1/4              | Atlético de Madrid              | 0-0         | 0-1         | 0-1         |  |
| 2005-06   | 1.ª Ronda        | U.D. Almería                    |             | 0-0 → p 3-1 | 0-0 → p 3-1 |  |
| 2005-06   | 2.ª Ronda        | Águilas C.F.                    |             | 1-1 → p 5-3 | 1-1 → p 5-3 |  |
| 2005-06   | 1/8              | Xerez C.D.                      |             | 2-3         | 2-3         |  |
| 2006-07   | 1.ª Ronda        | Exento                          |             |             |             |  |
| 2006-07   | 2.ª Ronda        | Polideportivo Ejido             | 1-1 → p 2-4 |             | 1-1 → p 2-4 |  |
| 2007-08   | 2.ª ronda        | Hércules C.F.                   |             | 0-2         | 0-2         |  |
| 2008-09   | 1/16             | Sporting de Gijón               | 0-1         | 0-2         | 0-3         |  |
| 2009-10   | 2.ª ronda        | Real Murcia C.F.                | 2-3         |             | 2-3         |  |
| 2010-11   | 2.ª ronda        | Córdoba C.F.                    |             | 0-1         | 0-1         |  |
| 2011-12   | 1.ª Ronda        | F.C. Cartagena                  |             | 0-0 → p 5-3 | 0-0 → p 5-3 |  |
| 2011-12   | 2.ª ronda        | A.D. Alcorcón                   |             | 1-2         | 1-2         |  |
| 2012-13   | 2.ª ronda        | A.D. Alcorcón                   |             | 1-4         | 1-4         |  |
| 2013-14   | 2.ª ronda        | Real Jaén C.F.                  |             | 0-1         | 0-1         |  |
| 2014-15   | 2.ª ronda        | C. D. Leganés                   |             | 1-1 → p 4-1 | 1-1 → p 4-1 |  |
| 2014-15   | 3.ª ronda        | U. D. Las Palmas                |             | 0-2         | 0-2         |  |
| 2015-16   | 2.ª ronda        | Deportivo Alavés                | 0-1         |             | 0-1         |  |
| 2016-17   | 2.ª ronda        | Gimnástic de Tarragona          |             | 0-1         | 0-1         |  |
| 2017-18   | 2.ª ronda        | Real Oviedo                     |             | 1-0         | 1-0         |  |
| 2017-18   | 3.ª ronda        | Sporting de Gijón               |             | 1-1 → p 3-1 | 1-1 → p 3-1 |  |
| 2017-18   | 1/16             | Málaga C.F.                     | 2-1         | 1-1         | 3-2         |  |
| 2017-18   | 1/8              | Real Madrid C. F.               | 0-3         | 2-2         | 2-5         |  |
| 2018-19   | 2.ª ronda        | Sporting de Gijón               | 1-2         |             | 1-2         |  |
| 2019-20   | 1.ª Ronda (1/64) | A.D. Ceuta                      |             | 1-1 → p 2-3 | 1-1 → p 2-3 |  |
| 2020-21   | 1.ª Ronda (1/64) | C.F. Lorca Deportiva            | 4-1         |             | 4-1         |  |
| 2020-21   | 2.ª ronda (1/32) | U.D. Almería                    | 1-2         |             | 1-2         |  |
| 2022-23   | 1/64             | A.D. San Juan                   |             | 2-0         | 2-0         |  |
| 2022-23   | 1/32             | Sporting de Gijón               | 0-3         |             | 0-3         |  |
| 2024-25   | 1/64             | Sporting de Gijón               | 0-1         |             | 0-1         |  |

## Datos del club
- Dirección oficinas: avenida Mariano Vicén 16, 42003 Soria
- Abonados (temporada 2020-21):
- Presupuesto (temporada 2020-21): 4.397.000 euros[42]

- Temporadas en Primera División: 4
- Temporadas en Segunda División: 21
- Temporadas en Segunda División B : 9
- Temporadas en Primera Federación: 1
- Temporadas en Segunda Federación: 3 (presente temporada 2024-25)
- Temporadas en Tercera División: 33
- Temporadas en Divisiones regionales: 9
- Temporadas en Copa del Rey: 40 (incluida Copa del Rey de fútbol 2024-25)

- Mejor puesto en La Liga: 17.º (Primera División de España temporada 1999-00)
- Peor puesto en La Liga: 20.º (Primera División de España temporada 2000-01)

- Puesto actual en la clasificación histórica de 1ª División de España: 46.º
- Puesto actual en la clasificación histórica de 2ª División de España: 25.º
- Puesto actual en la clasificación histórica de 2ªB División de España: 135
- Puesto actual en la clasificación histórica de 3ª División de España: 191

### Resumen estadístico
Nota: En negrita competiciones activas.
| Competición                  | Temp. | P.J. | P.G. | P.E. | P.P. | G.F. | G.C. | D.G.  | Puntos | Mejor resultado |
| ---------------------------- | ----- | ---- | ---- | ---- | ---- | ---- | ---- | ----- | ------ | --------------- |
|                              |       |      |      |      |      |      |      |       |        |                 |
| Primera división             | 4     | 152  | 37   | 37   | 78   | 155  | 253  | - 98  | 148    | 17º             |
| Segunda división             | 21    | 860  | 301  | 264  | 295  | 1078 | 1072 | + 6   | 1147   | Campeón         |
| Segunda división B           | 8     | 304  | 131  | 92   | 81   | 390  | 272  | + 118 | 390    | 2º              |
| Tercera división             | 33    | 1082 | 510  | 206  | 366  | 2025 | 1544 | + 481 | 1226   | Campeón         |
| Campeonato de España de Copa | 38    | 96   | 21   | 28   | 47   | 110  | 152  | - 42  | 84     | 1/4             |
| Total                        | -     | 2494 | 1000 | 627  | 867  | 3758 | 3293 | + 465 | 2995   | 5 Títulos       |
|                              |       |      |      |      |      |      |      |       |        |                 |

Actualizado hasta temporada 2019/20 en liga y hasta la temporada 2020/21 en Copa del Rey.
A partir de la temporada 1995-96 las victorias valen 3 puntos.

## Récords del club

### Récords en 1.ª división
- Mayor victoria en Liga como Local: Numancia 3-0 At. de Madrid (25-03-2000)
- Mayor victoria en Liga como Visitante: Athletic Club 0-2 Numancia (22-05-2005)
- Mayor derrota en Liga como Local: Numancia 0-3 Valencia C. F. (24-09-2000)
- Mayor derrota en Liga como Visitante: Racing de Santander 5-0 Numancia (15-03-2009)

- Primer gol en Primera División: Marcado por Navarro el 22-08-1999 en el 42' del Numancia 1-0 Real Valladolid C.F.

- Partidos en 1.ª división

| Par | Riv                  | Res | Tem     | Jor  | Fec        |
| --- | -------------------- | --- | ------- | ---- | ---------- |
| 1   | Real Valladolid C.F. | 1-0 | 1999-00 | 1.ª  | 22/08/1999 |
| 100 | Albacete Balompié    | 1-2 | 2004-05 | 24.ª | 20/02/2005 |

### Récords en partidos oficiales
- Mayor victoria como Local: Numancia 7-0 C.F. Ciudad de Murcia (16-11-2003)
- Mayor victoria como Visitante: 
  - Amurrio Club 0-5 Numancia (07-05-1995)
  - C. D. Leganés 0-5 Numancia (06-09-1998)
- Empate con más goles como Local: Numancia 6-6 C. D. Lugo (20-12-2014)
- Empate con más goles como Visitante: Andorra C.F. 5-5 Numancia (19-08-1993)

## Organigrama deportivo

### Plantilla y cuerpo técnico
- En 1.ª y 2.ª desde la temporada 1995-96 los jugadores con dorsales superiores al 25 son, a todos los efectos, jugadores del Club Deportivo Numancia de Soria "B" y como tales, podrán compaginar partidos con el primer y segundo equipo. Como exigen las normas de la LFP, los jugadores de la primera plantilla deberán llevar los dorsales del 1 al 25. Del 26 en adelante serán jugadores del equipo filial.
- Como exigen las normas de la RFEF desde la temporada 2019-20 en 2.ª B y desde la 2020-21 para 3.ª, los jugadores de la primera plantilla deberán llevar los dorsales del 1 al 22, reservándose los números 1 y 13 para los porteros y el 25 para un eventual tercer portero. Los dorsales 23, 24 y del 26 en adelante serán para los futbolistas del filial, y también serán fijos y nominales.[45]
- Un canterano debe permanecer al menos tres años en edad formativa en el club (15-21 años) para ser considerado como tal.[46][47] Un jugador de formación es un jugador extranjero formado en el país de su actual equipo entre los 15 y 21 años (Normativa UEFA).
- Los equipos españoles están limitados a tener en la plantilla un máximo de tres jugadores sin pasaporte de la Unión Europea. La lista incluye solo la principal nacionalidad de cada jugador, algunos de los jugadores no europeos tienen doble nacionalidad de algún país de la UE:

### Altas y bajas 2021-22
| Altas Verano 2021-22        |                |                          |                   |       |
| Jugador                     | Posición       | Procedencia              | Tipo              | Coste |
| "Toni" Varea                | Portero        | C.D. Numancia "B"        | Promociona filial | 0 €   |
| Óscar de Frutos             | Defensa        | C.D. Numancia "B"        | Promociona filial | 0 €   |
| Daniel Ceínos               | Defensa        | C.D. Numancia "B"        | Promociona filial | 0 €   |
| Pablo Muñoz                 | Centrocampista | C.D. Numancia "B"        | Promociona filial | 0 €   |
| Cristian Fernández "Agüero" | Delantero      | C.F. La Nucía            | Libre             | 0 €   |
| David Ballarín              | Delantero      | S.D. Tarazona            | Libre             | 0 €   |
| Mateo Arellano              | Centrocampista | Sporting de Gijón "B"    | Libre             | 0 €   |
| Borja Vicent                | Defensa        | C.D. Calahorra           | Libre             | 0 €   |
| Isma Gil                    | Portero        | Atlético Sanluqueño C.F. | Libre             | 0 €   |
| Agus Alonso                 | Delantero      | C. D. Leganés            | Libre             | 0 €   |
| Jordi Tur                   | Centrocampista | Cádiz C. F. "B"          | Libre             | 0 €   |
| "Álex" Cortijo              | Defensa        | Inter de Madrid          | Libre             | 0 €   |
| Allyson Santos              | Delantero      | U.P. de Langreo          | Libre             | 0 €   |
| Diego Suárez                | Delantero      | C.D. Tudelano            | Libre             | 0 €   |
| Adrián Crespo               | Defensa        | Zamora C.F.              | Libre             | 0 €   |
| "Juanpa" Barros             | Delantero      | S.D. Compostela          | Libre             | 0 €   |
| Jaume Pol                   | Defensa        | Arenas Club              | Libre             | 0 €   |
| Altas Invierno 2020-21      |                |                          |                   |       |
| Andrés G. Mohedano          | Centrocampista | C.D. Mirandés            | Libre             | 0 €   |
| Rubén Del Campo             | Delantero      | F.C. Famalicão           | Cesión            | 0 €   |

| Bajas Verano 2021-22      |                |                               |               |       |  |
| Jugador                   | Posición       | Destino                       | Tipo          | Cobro |  |
|                           |                |                               |               |       |  |
| Roberto Corral            | Defensa        | Real Valladolid C.F.          | Fin de Cesión | 0 €   |  |
| Ronald Gbizie             | Centrocampista | S. D. Huesca                  | Fin de Cesión | 0 €   |  |
| Asier Benito              | Delantero      | S. D. Eibar                   | Fin de Cesión | 0 €   |  |
| Jon Sillero               | Defensa        | Bilbao Athletic               | Fin de Cesión | 0 €   |  |
| Rubén Del Campo           | Delantero      | F.C. Famalicão                | Fin de Cesión | 0 €   |  |
| Moha Sanhaji              | Delantero      | Betis Deportivo Balompié      | Cesión        | 0 €   |  |
| Andrés Mohedano           | Centrocampista | U.D. Melilla                  | Libre         | 0 €   |  |
| David Castro              | Defensa        | Racing de Ferrol              | Libre         | 0 €   |  |
| Roberto Jara              | Portero        | U.P. de Langreo               | Libre         | 0 €   |  |
| Joaquín "Ximo" Miralles   | Portero        | U.D. Logroñés                 | Libre         | 0 €   |  |
| Borja López               | Defensa        | Real Balompédica Linense      | Libre         | 0 €   |  |
| Fran Manzanara            | Centrocampista | Racing de Ferrol              | Libre         | 0 €   |  |
| "Toni" Gabarre            | Delantero      | C.D. Sabadell F.C.            | Libre         | 0 €   |  |
| Juan Carlos Menudo        | Centrocampista | R.C. Deportivo de La Coruña   | Libre         | 0 €   |  |
| José "Fran" Agulló        | Centrocampista | C.D. Atlético Baleares        | Libre         | 0 €   |  |
| Diego Aguirre             | Centrocampista | R.C. Deportivo de La Coruña   | Libre         | 0 €   |  |
| Manuel "Lillo" Castellano | Defensa        | C.D. Alcoyano                 | Libre         | 0 €   |  |
| Bajas Invierno 2020-21    |                |                               |               |       |  |
| Federico Bikoro           | Centrocampista | Real Zaragoza → C.F. Badalona | Fin de cesión | 0 €   |  |
| Álvaro Traver             | Centrocampista | Racing de Santander           | Libre         | 0 €   |  |

## Futbolistas

### Récords futbolistas
- Más temporadas en el club: Octavio: 13 (1991-2004)[50]
- Más partidos oficiales: Octavio: 431 (1991-2004)
- Máximo goleador histórico: Julio Álvarez: 56 (56 en 2.ª)

Más partidos en 1.ª división
| Posición | Nombre       | Partidos |
| -------- | ------------ | -------- |
| 1°       | Nagore       | 106      |
| 2°       | Álvaro Núñez | 83       |
| 3°       | Ojeda        | 66       |

Máximos goleadores en 1.ª división
| Posición | Nombre    | Goles |
| -------- | --------- | ----- |
| 1°       | Navarro   | 17    |
| 2°       | Barkero   | 12    |
| 3°       | "Pacheta" | 10    |

Más minutos en 1.ª división
| Posición | Nombre       | Minutos | Periodo     |
| -------- | ------------ | ------- | ----------- |
| 1°       | Nagore       | 9.233   | 1999 a 2009 |
| 2°       | Álvaro Núñez | 7.470   | 1999 a 2005 |
| 3°       | "Pacheta"    | 5.334   | 1999 a 2001 |

Goles en 1.ª división
| Gol | Nom     | Riv                  | Min | ReP | ReF | Tem     | Jor  | Fec        |
| --- | ------- | -------------------- | --- | --- | --- | ------- | ---- | ---------- |
| 1   | Navarro | Real Valladolid C.F. | 42' | 1-0 | 1-0 | 1999-00 | 1.ª  | 22/08/1999 |
| 100 | Miguel  | Real Madrid C. F.    | 87' | 1-2 | 1-2 | 2004-05 | 21.ª | 30/01/2005 |

## Entrenadores

### Cronología de los entrenadores
- Alejandro Díaz (1947/48)
- Antonio Molinos (1949/50)
- Enrique Soladrero (1950/51)
- Manuel Luis Díez Alonso "Mezquita" (1989)
- José Antonio Saro (1989/1991)
- Jesús Tartilán (1991/92)
- Manuel García Calderón (1992/93)
- José Ramón Fuertes (1993)
- Miguel Ángel Lotina (1993/96).
- Paco Herrera (1997/98).
- Miguel Ángel Lotina (1998/99).
- Andoni Goikoetxea (1999/00).
- Paco Herrera (2000).
- Mariano García Remón (2000/01).
- Luis Sánchez Duque (2001/02).
- Celestino Vallejo de Miguel (2001/02).
- Manu Sarabia (2002).
- Máximo Hernández (2002/03).
- Quique Hernández (2003/04).
- Francisco López Alfaro (2004/05).
- Enrique Martín Monreal (2005/06).
- Andoni Goikoetxea (2005/07).
- Gonzalo Arconada (2007/08).
- Sergio Krešić (2008/09).
- Juan José Rojo Martín, "Pacheta" (2008/09).
- Gonzalo Arconada (2009/10).
- Juan Carlos Unzué (2010/11).
- Pablo Machín Díez (2011/2013).
- Juan Antonio Anquela (2013/2015).
- Jagoba Arrasate (2015/2018).
- Aritz López Garai (2018/2019).
- Luis Carrión (2019/2020).
- Manix Mandiola (2020/2021).[53]
- Álex Huerta (2021).[54]
- Diego Martínez Ruiz (2021-2022).
- Iñaki Bea (2022-2023).[55]
- Pablo Ayuso Llorente (2023).[56]
- Javi Moreno (2023-2024).[57]
- Aitor Calle Hernández (2024-Act).[58]

### Récords entrenadores
- Más temporadas en el club: Miguel Ángel Lotina: 4[51]
- Más partidos oficiales: Miguel Ángel Lotina: 190
- Más partidos oficiales ganados: Miguel Ángel Lotina: 87
- Más partidos oficiales en liga: Miguel Ángel Lotina: 156
- Más partidos ganados en liga: Miguel Ángel Lotina: 80

#### Entrenadores con más partidos en 1.ª división
| Posición | Nombre            | PJ | PG | PE | PE | GF | GC | DG  |
| -------- | ----------------- | -- | -- | -- | -- | -- | -- | --- |
| 1°       | Andoni Goikoetxea | 38 | 11 | 12 | 15 | 47 | 59 | -12 |
| 2°       | Máximo Hernández  | 28 | 5  | 9  | 14 | 26 | 43 | -17 |
| 3°       | Sergio Krešić     | 23 | 6  | 2  | 15 | 26 | 46 | -20 |

## Palmarés
| Títulos oficiales                          | Nacionales | Nacionales | Nacionales | Nacionales | Nacionales | Nacionales                              | Nacionales | Nacionales | Nacionales | Europeos | Europeos | Europeos | Europeos | Europeos | Europeos | Mundiales | Mundiales | Total |
| Títulos oficiales                          |            |            |            |            |            | Copa Real Federación Española de Fútbol |            |            |            |          |          |          |          |          |          |           |           | Total |
| ------------------------------------------ | ---------- | ---------- | ---------- | ---------- | ---------- | --------------------------------------- | ---------- | ---------- | ---------- | -------- | -------- | -------- | -------- | -------- | -------- | --------- | --------- | ----- |
| C.D. Numancia                              | -          | 1          | -          | 4          | -          | -                                       | -          | -          | -          | -        | -        | -        | -        | -        | -        | -         | -         | 5     |
| Datos actualizados a 5 de febrero de 2020. |            |            |            |            |            |                                         |            |            |            |          |          |          |          |          |          |           |           |       |

### Torneos nacionales
| Competiciones nacionales           | Títulos                             | Subcampeonatos    |
| ---------------------------------- | ----------------------------------- | ----------------- |
| Segunda División de España (1/0)   | 2007-08.                            |                   |
| Segunda División B de España (0/2) |                                     | 1994-95, 1996-97. |
| Segunda Federación (1/0)           | 2021-22.                            |                   |
| Tercera División de España (4/2)   | 1961-62, 1962-63, 1965-66, 1988-89. | 1963-64, 1983-84. |

### Torneos amistosos
- Trofeo Caja Duero: 9 (1995, 1997, 1998, 1999, 2002, 2003, 2005, 2008, 2011 y 2012)
- Trofeo Joaquín Segura de Tudela: 4 (1998, 2003, 2017 y 2024)
- Trofeo Ciudad de Ávila: 2 (1994 y 2001)
- Trofeo Villa de Leganés: 1 (1999)
- Trofeo Rioja Calidad de Calahorra: 1 (2000)
- Trofeo Ciudad de Gandía: 1 (2000)
- Trofeo Alcarria: 1 (2002)
- Trofeo Puchero de Alcorcón: 1 (2004)
- Trofeo Ciudad de Alfaro: 1 (2004)
- Trofeo Villa de Laguardia: 1 (2005)
- Trofeo de la Seta y el Champiñón (Villa de Pradejón): 1 (2008)
- Trofeo de la Galleta: 1 (2010)

## Equipo filial
Desde 1979, el C.D. Numancia cuenta con un equipo filial, el C.D. Numancia B que milita actualmente en Tercera División en el grupo VIII. Desde la temporada 2021-22 cuenta además con un segundo filial, el C.D. Numancia "C".

## Rivalidades
Se conoce como derbi del Moncayo a la rivalidad existente entre el Club Deportivo Numancia y el Real Zaragoza. Recibe esta denominación por el Moncayo, una cima montañosa entre la provincia de Soria y la provincia de Zaragoza.
También hay una gran rivalidad debido al numeroso número de sorianos que residen en la capital zaragozana. Entre Soria y Zaragoza hay solo 160 kilómetros, motivo por el cual se desplazan un gran número de aficionados visitantes al estadio del equipo local.
En primera división solo ha coincido con el Real Valladolid C. F. con el que ha coincido 3 de sus 4 temporadas en primera división y con el que tiene un balance totalmente equilibrado con 2 victorias, 2 empates y 2 derrotas. En cuanto al balance goleador es negativo con 5 goles a favor y 7 goles en contra.